# Lars van den Berg
Lars van den Berg (né le 7 juillet 1998 à De Meern) est un coureur cycliste néerlandais, professionnel de 2017 à 2023. Son frère cadet Marijn est également coureur cycliste.

## Biographie
En 2019, il se révèle bon grimpeur en terminant dixième du Rhône-Alpes Isère Tour, du Grand Prix Priessnitz spa, du Kreiz Breizh Elites et du Tour de l'Avenir. Pour la saison 2020, il signe en France dans l'équipe continentale Groupama-FDJ,.
À la suite de la réforme des règles de l'Union cycliste internationale, l'équipe World Tour peut aligner deux coureurs maximum de l'équipe de développement sur des épreuves non-World Tour. Il est ainsi au départ du Tour des Alpes-Maritimes et du Var où, membre de l'échappée du jour, il s'adjuge la 3e place de la dernière étape. À l'instar de ses coéquipiers Jake Stewart et Clément Davy, il signe un contrat avec l'équipe World Tour de la Groupama-FDJ à la fin de la saison 2020, afin d'aider Thibaut Pinot en montagne,. En septembre 2022, son équipe annonce l'extension de son contrat jusqu'en fin d'année 2024.
Malade, Lars van den Berg ne prend pas le départ de la huitième étape du Tour d'Italie 2023.
Il est contraint de mettre un terme à sa carrière en mars 2025, à 26 ans, en raison d'un problème cardiaque,.

## Palmarès
- 2015
  - 3e du championnat des Pays-Bas sur route juniors
- 2018
  - 3e de l'Olympia's Tour

## Résultats sur les grands tours

### Tour de France
1 participation
- 2023 : 70e

### Tour d'Italie
2 participations
- 2021 : 64e
- 2023 : non-partant (7e étape)

## Classements mondiaux
| Année                                 | 2017  | 2018  | 2019  | 2020  | 2021 | 2022  | 2023  | 2024  |
| ------------------------------------- | ----- | ----- | ----- | ----- | ---- | ----- | ----- | ----- |
| Classement mondial                    | 2148e | 1711e | 1741e | 1458e | 725e | 2141e | 2364e | 2755e |
| UCI Europe Tour                       | 1385e | 1121e | 1153e | 1093e | 570e | 1346e | nc    | nc    |
|                                       |       |       |       |       |      |       |       |       |
| Légende : nc = non classéSource : UCI |       |       |       |       |      |       |       |       |